# ليفربول موسم 2007–08
كان موسم 2007–08 هو الموسم الـ116 في تاريخ نادي ليفربول لكرة القدم، والعام السادس والأربعين على التوالي في الدوري الممتاز، والذي يغطي الفترة من 1 يوليو 2007 إلى 30 يونيو 2008.
وبعد أن احتل المركز الثالث في الموسم السابق، تأهل ليفربول إلى مرحلة التصفيات النهائية لدوري أبطال أوروبا.